# Schallerite
La schallerite è un minerale.